# Lockheed L–1011 TriStar

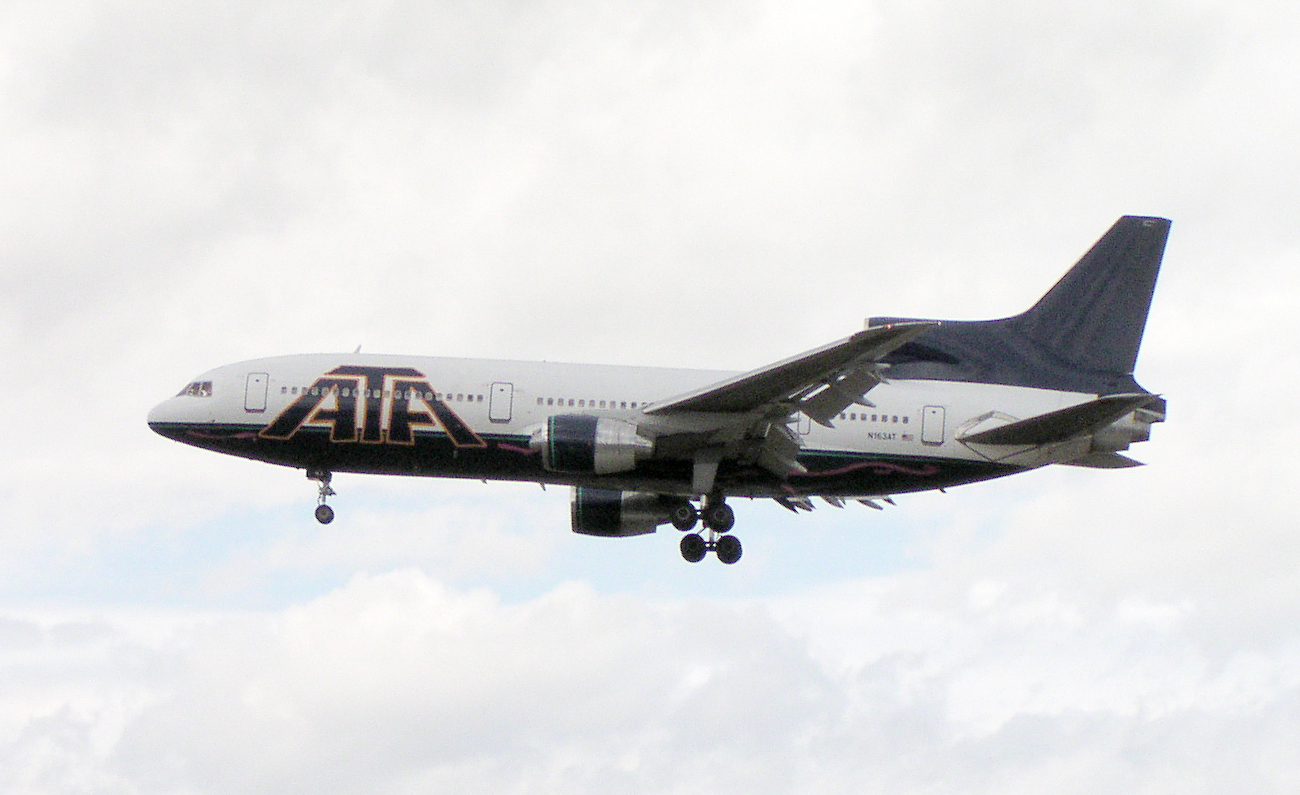
Az American Trans Air L–1011–500-as gépe a frankfurti repülőtér felett

A Lockheed L–1011 TriStar az amerikai Lockheed széles törzsű utasszállító repülőgépe, amelyet a Boeing 747 és a McDonnell Douglas DC–10 riválisaként állítottak szolgálatba 1972-ben. 1968 és 1984 között gyártották, összesen 250 db készült belőle. Első megrendelői a TWA és az Eastern Airlines voltak.

## Története
Az 1960-as években hatalmasan fellendülő légi forgalom csábításának az egyébként főleg katonai megrendelésekre dolgozó harmadik nagy amerikai repülőgépgyár, a Lockheed sem tudott ellenállni. Elkészítette saját széles törzsű, nagy befogadóképességű típusát. A három nagy átmérőjű hajtóműből kettőt a nyilazott szárnyak alá, míg a harmadikat a törzs végébe helyezték. A szárnyakat automatikusan vezérelt aktív fékszárnyakkal látták el, amelyek gyors kitéréseikkel egyenletessé tették a repülést szeles időben is, ezzel növelve az utasok kényelmét és csökkentve a szárnyakat terhelő igénybevételt. A jobb helykihasználás érdekében a konyhát nem az utastérbe, hanem a padló alá építették, ahonnan liften jutnak az ételek és italok a felszolgálást végző légiutas-kísérőkhöz. Automatikus leszállást vezérlő rendszere akkor is lehetővé teszi a leszállást, ha a pilóták egyáltalán nem látják a pályát.

## Üzemeltetői
Egykori és mai üzemeltetői: Aer Lingus, AeroPeru, Air Atlanta Icelandic, Air Canada, Air France, Air Luxor, Air Transat, Air Lanka, All Nippon Airways, Arrow Air, ATA Airlines, British Airways, British Caledonian, Caledonian Airways, BWIA, Cathay Pacific, Court Line, Delta Air Lines, Eastern Air Lines, EuroAtlantic, Fine Air, Faucett, Gulf Air, Hawaiian Airlines, Iberia L.A.E., LTU, Luzair, National Airlines, Orient Thai, Pan Am, Peach Air, PSA, Royal Jordanian, Saudi Arabian Airlines, Skygate, TAAG Air Angola, TAP Portugal, TWA, United Airlines, Worldways Canada.

## Típusváltozatai

### L–1011–1
Az L–1011–1 az első változata volt a típusnak. Rövid és közepes útvonalakra tervezték. Az Air Canada, az ANA, a Cathay Pacific és az Eastern Airlines üzemeltette. Ma már egy sem üzemel közülük.

### L–1011–50
Az L–1011–1 továbbfejlesztett változata. Maximális felszállótömege 195 050 kg-tól 204 120 kg-ig terjedt. A maximális üzemanyag-mennyiség változatlan az első modellhez képest.

### L–1011–100
Először 1975-ben repült, új központi üzemanyagtartállyal, ami 1500 km-rel megnövelte a hatótávolságot. Számos légitársaság használta, főleg hosszú távok megtételére.

### L–1011–150
Az L1011–1-ből kialakított változat, amelynek legnagyobb felszállótömege 213 190 kg-ra nőtt. Az egyetlen típusváltozat, amit az L–1011–1-ből alakítottak ki.

### L–1011–200
1976-ban mutatták be, hasonló volt a 100-as változathoz, azzal a különbséggel, hogy a vevő megrendelhette Rolls–Royce RB.211-524B típusú hajtóművekkel is. A Gulf Air a kiöregedő Vickers VC–10-es gépeit cserélte le L–1011–200-as gépekre.

### L–1011–250
Az összes korábbi változat leváltására tervezett típus. A maximális felszállási tömeg: 231 340 kg, a maximális üzemanyag mennyisége: 119 735 liter volt. A hajtóműveket is modernizálták. Legfőbb riválisa a McDonnell Douglas DC–10–30 volt. Csak a Delta Airlines állította üzembe.

### L–1011–500
A repülő legutolsó és egyben legnagyobb hatótávolságú változata, törzsét 4,3 m-rel megrövidítették. A hajtóművek változatlanok maradtak. Nagyon sok légitársaság használta, a British Airways és a Delta Airlines flottájának jelentős részét ez a típus tette ki az 1980-as években. A mai napig használja még néhány kisebb légitársaság, de már csak néhány darab repül belőlük.

## Külső hivatkozások
- A Lockheed L-1011 TriStar 1/50/100/150/200/250 technikai adatai, története (angol)
- A Lockheed L-1011 TriStar 500 technikai adatai, története (angol)